# Джонатан Келерман
Джонатан Келерман (на английски: Jonathan Kellerman) е американски преподавател и писател на бестселъри в жанра психологически трилър.

## Биография и творчество
Джонатан Келерман е роден на 9 август 1949 г. в Ню Йорк, САЩ, в семейството на Давид (електроинженер в НАСА) и Силвия (танцьор и офис мениджър) Келерман. Израства в Лос Анджелис. Получава през 1971 г. бакалавърска степен по психология в Калифорнийския университет. След това завършва там магистърска степен и през 1974 г. получава докторска степен по клинична психология на тема за детската психопатология. По време на образованието си в университета се изявява като карикатурист, илюстратор, журналист, политически сатирик и редактор, а също така преподава и уроци по китара. Пише романа „Poor Lieber“, който през 1971 г. печели наградата „Самюел Голдуин“, но не е публикуван.
През юли 1972 г. се жени за писателката Фей Келерман (Фей Мерилин Мардер). Имат 4 деца – Джеси, Рейчъл, Илана и Ализа.
След дипломирането от 1976 г. си работи в Детската болница на Лос Анджелис, където става основател и директор на психосоциална програма в отделението за Хематология и онкология. Програмата разработва мулти-дисциплинарен клиничен подход към болните деца и въвежда нови психо-социални услуги, като става образец в тази насока. Преживяванията си той описва в първата си документалната книга „Психологически аспекти на рака в детска възраст“ през 1980 г. Самият той е преминал лечение на рак на щитовидната жлеза. Следващата година публикува и „Помощ за страхливите деца“.
От 1978 г. работи към Университета на Южна Калифорния в Лос Анджелис – в периода 1976-80 г. е асистент, 1980-1997 г. е доцент, а от 1998 г. е професор по клинична педиатрия.
През 1985 г. издава първия си трилър „Жестоки игри“ от емблематичната си поредица „Алекс Делауер“. Главен герой е психиатърът д-р Алекс Делауер, който работи в сътрудничество с детективът от Лосанджелистката полиция Майлоу Стърджис по разследването на жестоки убийства и заплетени криминални случаи. Романът веднага става бестселър. Удостоен е с престижните награди „Едгар“ и „Антъни“ за най-добър авторски дебют. През 1986 г. е екранизиран в едноименния филм с участието на Тед Дансън, Ричард Мазур и Рейчъл Тикътин.
Трилърите на писателя нямат изобилие от кръв, гилзи и екшън без особена логика, а разчитат на логиката и обоснованите предположения. Те неизменно са в списъците на бестселърите. Преведени са на над 25 езика и са издадени в милиони екземпляра по света.
Джонатан Келерман живее със семейството си в Бевърли Хилс, Лос Анджелис. Големият му син Джеси също е писател и драматург, а дъщеря му Ализе също опитва своето перо в литературата.

## Произведения

### Самостоятелни романи
- The Butcher's Theater (1988)
- The Conspiracy Club (2003)
- True Detectives (2009)
- The Golem of Hollywood (2014) – с Джеси Келерман
- The Murderer's Daughter (2015)

### Серия „Алекс Делауер“ (Alex Delaware)
1. Жестоки игри, When The Bough Breaks (1985) – награди „Едгар“ и „Антъни“ за най-добър първи роман, издаден и като „Shrunken Heads“
2. Кръвна проба, Blood Test (1986)
3. Over The Edge (1987)
4. Докато убивам, се надявам, Silent Partner (1989)
5. Time Bomb (1990)
6. Хладнокръвна ярост, Private Eyes (1992)
7. Devil's Waltz (1993)
8. Bad Love (1994)
9. Самозащита, Self-Defense (1995)
10. The Web (1996)
11. Екзекуцията, The Clinic (1997)
12. Оцеляват само силните, Survival Of The Fittest (1997)
13. Кървава разходка, Monster (1999)
14. Доктор Смърт, Dr. Death (2000)
15. Flesh and Blood (2001)
16. The Murder Book (2002)
17. A Cold Heart (2003)
18. Therapy (2004)
19. Rage (2005)
20. Gone (2006)
21. Obsession (2007)
22. Импулсивно, Compulsion (March 2008)
23. Bones (October 2008)
24. Evidence (October 2009)
25. Deception (March 2010)
26. Mystery (March 2011)
27. Victims (February 2012)
28. Guilt (2013)
29. Killer (2014)
30. Motive (2015)
31. Breakdown (2016)
32. Heartbreak Hotel (2017)

### Серия „Петра Конър“ (Petra Connor)
1. Оцеляват само силните, Survival of the Fittest (1997) – част и от серията „Алекс Делауер“
2. Били Стрейт, Billy Straight (1998)
3. A Cold Heart (2003) – част и от серията „Алекс Делауер“
4. Twisted (2004)
5. Obsession (2007) – част и от серията „Алекс Делауер“

### Серия „Джакоб Лев“ (Jacob Lev) – с Джеси Келерман
1. The Golem of Hollywood (2014)
2. The Golem of Paris (2015)

### Сборници
- Blood Test, When the Bough Breaks, Over the Edge (1990)
- Devil's Waltz; Bad Love (2003)
- Двойно убийство: Санта Фе, Бостън, Double Homicide (2005) – с Фей Келерман
- Capital Crimes (2007) – с Фей Келерман

### Документалистика
- Psychological Aspects of Childhood Cancer (1980)
- Helping the Fearful Child (1981)
- Savage Spawn: Reflections on Violent Children (1999)
- The Best American Crime Reporting 2008 (2008) – с Томас Х. Кук и Ото Пенцлер
- With Strings Attached: The Art and Beauty of Vintage Guitars (2008)

### Филмография
- 1986 When the Bough Breaks – ТВ филм